# Чемпионат России по международным шашкам среди женщин 2011
Чемпионат России по международным шашкам среди  женщин 2011 года прошёл в Уфе и в Ишимбае.

## Результаты

### Классическая программа
Чемпионат России по международным шашкам среди женщин 2011 года прошёл 5-20 апреля в г. Уфа. Главный судья арбитр ФМЖД Мельников А. П.
 Золото — Тамара Тансыккужина 
 Серебро — Матрёна Ноговицына
 Бронза — Айгуль Идрисова

### Быстрая программа
Чемпионат России по международным шашкам среди женщин в быстрой программе 2011 года прошёл 19 ноября в г. Ишимбае.
Главный судья: Ишмуратов Ф. М., Главный секретарь: Абдульманова Л. С.
 Золото — Юлия Валеева,
 Серебро — Наталья Шестакова,
 Бронза — Айгуль Идрисова

### Молниеносная программа
Чемпионат России по международным шашкам среди женщин 2011 года в молниеносной программе прошёл 19 апреля в г. Уфа. Главный судья арбитр ФМЖД Мельников А. П.
 Золото — Матрёна Ноговицына
 Серебро —  Айыына Собакина
 Бронза — Наталья Шестакова